# Fresco

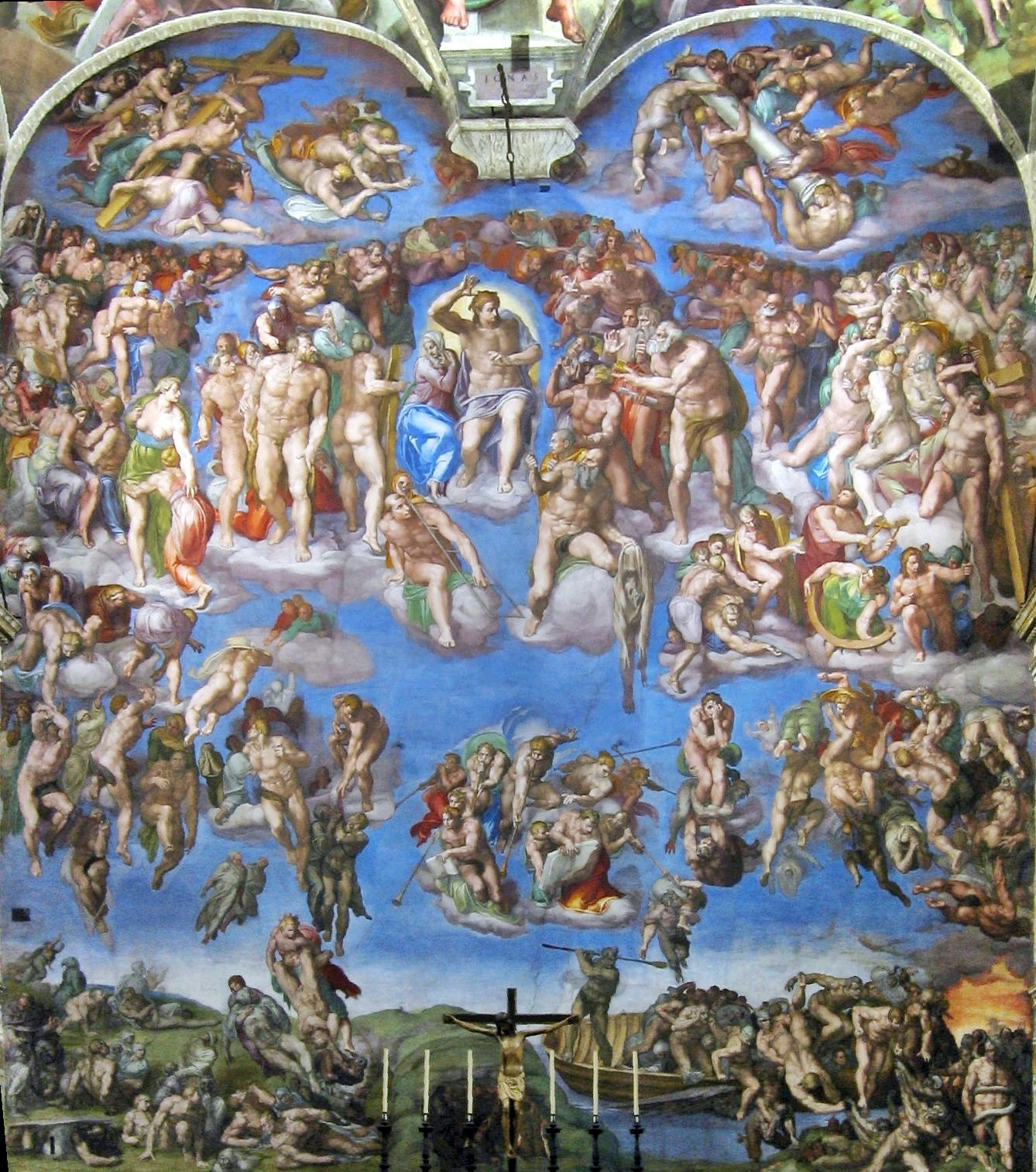
El Juicio Final (Capilla Sixtina), fresco de Miguel Ángel en la Capilla Sixtina

Un fresco (del italiano affresco) es una pintura realizada sobre una superficie cubierta con dos capas de mortero de cal, la primera (arricio) de mayor espesor, con cal apagada, arena de río y agua, y la segunda (intonaco) más fina formada por polvo de mármol, cal apagada y agua, sobre la que se van aplicando los pigmentos, cuando todavía esta última capa está húmeda, y por jornadas (giornate, al plural; giornata al singular), de ahí su nombre. Destacan las decoraciones de la Capilla Sixtina hechas por Michelangelo Buonarroti.
El fresco se ejecuta en jornadas de trabajo de 8 horas, ya que la cal en un periodo de 24 horas comienza su proceso de secado y no admite más pigmentos. Por ello algunos acabados se realizaban en seco, con temple, es decir, aglutinados con cola. A esa técnica se le conoce como fresco seco.

## Fases

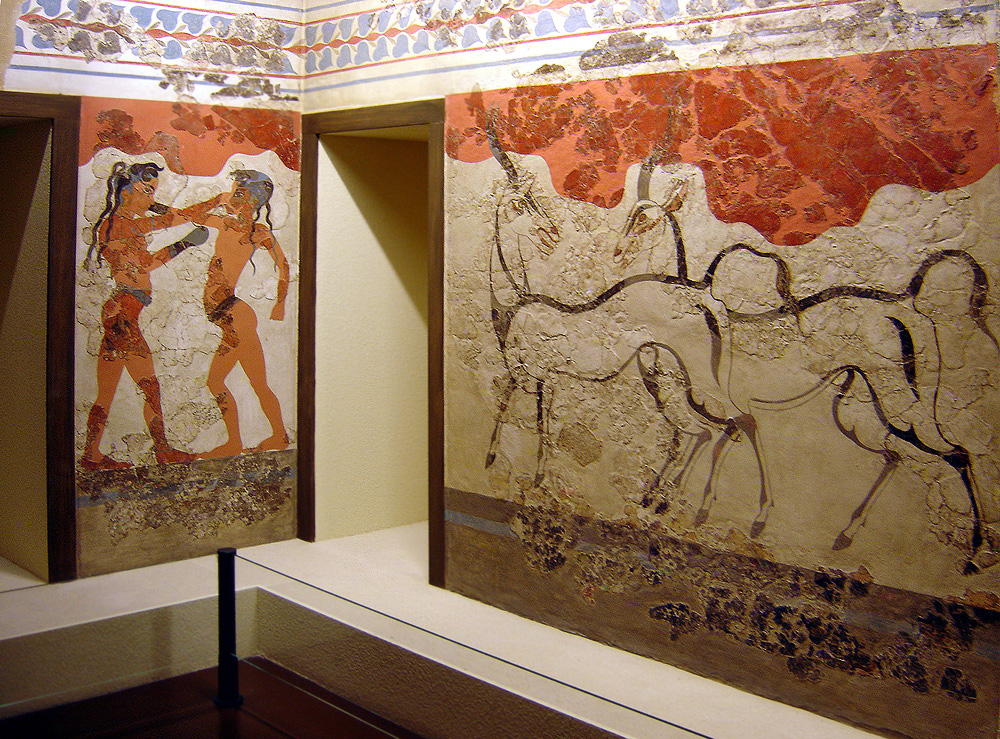
Frescos minoicos, Museo Arqueológico Nacional de Atenas

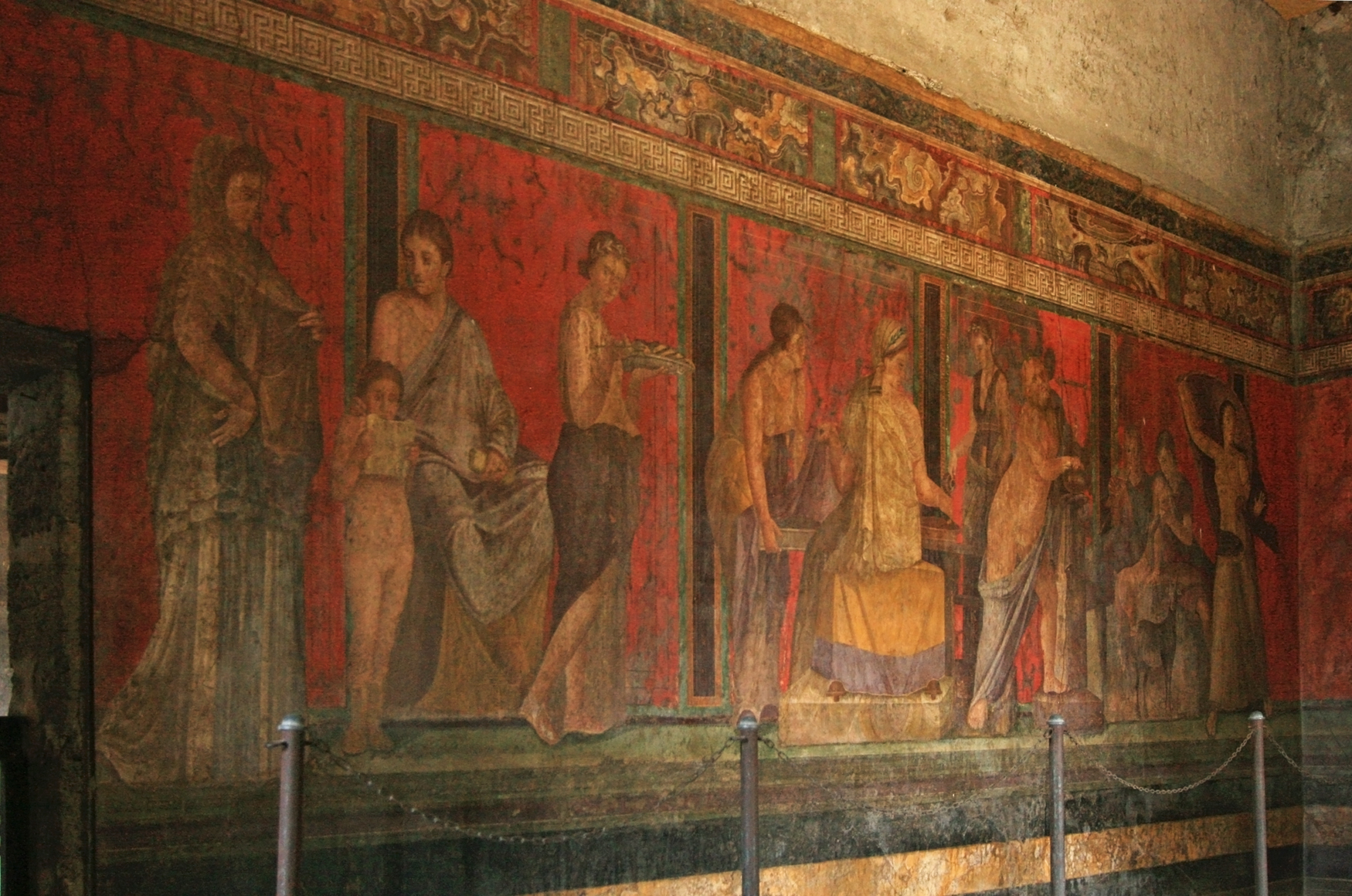
Frescos de época romana, villa de los misterios de Pompeya,

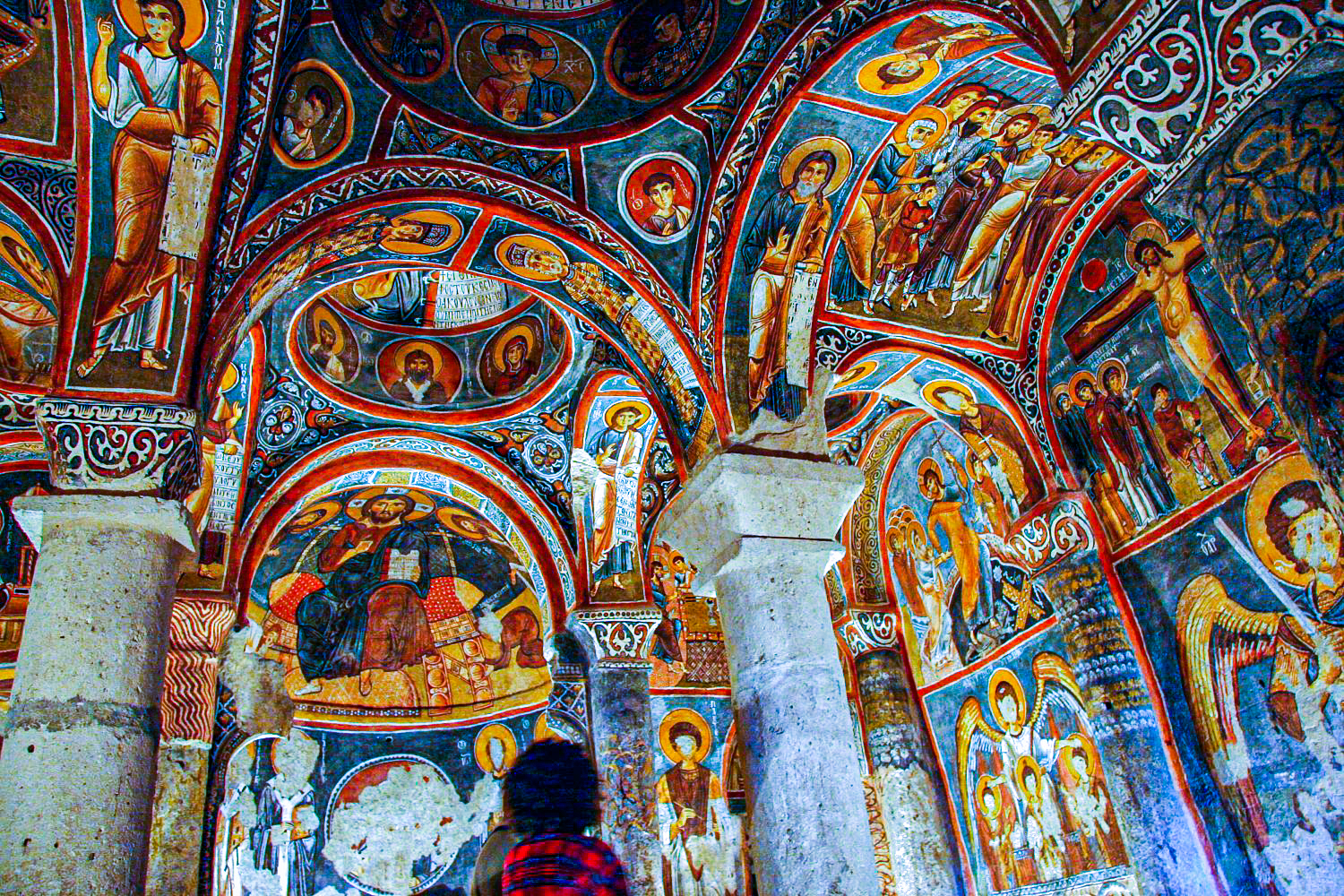
Frescos bizantinos en una iglesia de Göreme, Turquía.

La realización de un fresco se desarrolla en tres fases: arriccio (soporte), intonaco, aplicación de pigmento (color).
El soporte, de piedra o ladrillo, debe estar seco y nivelado. Antes de la fase de intonaco, se prepara con una capa llamada arriccio ejecutada con mortero de cal apagada y arena, de un centímetro de espesor aproximadamente, con el fin de dejar la superficie lo más lisa posible. En algunos casos se puede encontrar entre el soporte y el arriccio, una primera capa trullisatio cuyo fin es el de regularizar la superficie de soporte, aportando más humedad para evitar que se sequen con demasiada rapidez las capas sucesivas.
Sobre el arriccio se pinta la sinopia, que es el dibujo lineal transferido desde los cartones de diseño, que han sido perforados en sus líneas, y estarcidos con tierras sobre la superficie del arriccio, de forma que se puedan ir marcando y tendiendo las distintas giornate de intonaco.   
El intonaco es una capa de unos milímetros de espesor, que se ejecuta con un mortero fino compuesto de polvo de mármol, cal apagada y agua. El color se aplica mediante los pigmentos diluidos, sobre el intonaco, mientras este se encuentra aún húmedo. La gama de colores se reduce a los de origen mineral. Al secarse la cal, los pigmentos quedan integrados químicamente en la propia pared, por lo que su durabilidad se vuelve muy alta.

### Inconvenientes
La principal dificultad de esta técnica es el hecho de que no se puede corregir lo hecho. Una vez que el color ha sido aplicado es inmediatamente absorbido por la base. Las únicas correcciones posteriores se pueden hacer sólo cuando el fresco ha secado, mediante aplicaciones de temple. Sin embargo, estas correcciones carecen de la permanencia del buon fresco.
Otra dificultad consiste en la diferencia de tono del color entre el momento de aplicación y el resultado final una vez seco. El pintor debe anticipar y adivinar el resultado final.

## Pinturas al fresco
Probablemente el ejemplo más significativo de pintura al fresco sea el conjunto de pinturas realizadas en la Capilla Sixtina por Miguel Ángel, que sumadas a las obras realizadas en la misma capilla por los artistas de la generación anterior, Domenico Ghirlandaio, Botticelli y Perugino, más el muro del testero con el Juicio Final del propio Miguel Ángel, hacen de ese recinto el sanctasanctórum de la pintura al fresco.
La famosa obra La última cena de Leonardo da Vinci en esta obra el autor probó con distintas técnicas de fresco, para el cual empleó una base de arcilla y un aglutinante —elaborado de óleo y barniz— que le permitió corregir la pintura y lograr una riqueza de color y una precisión en el detalle similar a la de un cuadro al óleo. Sin embargo, el desgaste de la pintura es bastante mayor que en el caso de un fresco; en La última cena el deterioro comenzó a los pocos meses de terminada la obra. Otro ejemplo de falso fresco realizado por Leonardo y con los mismos resultados catastróficos es el de La batalla de Anghiari, realizado en el Palazzo Vecchio de Florencia y que resultó igualmente dañado a causa de los afanes experimentadores de su creador.